# Jan Eskymo Welzl

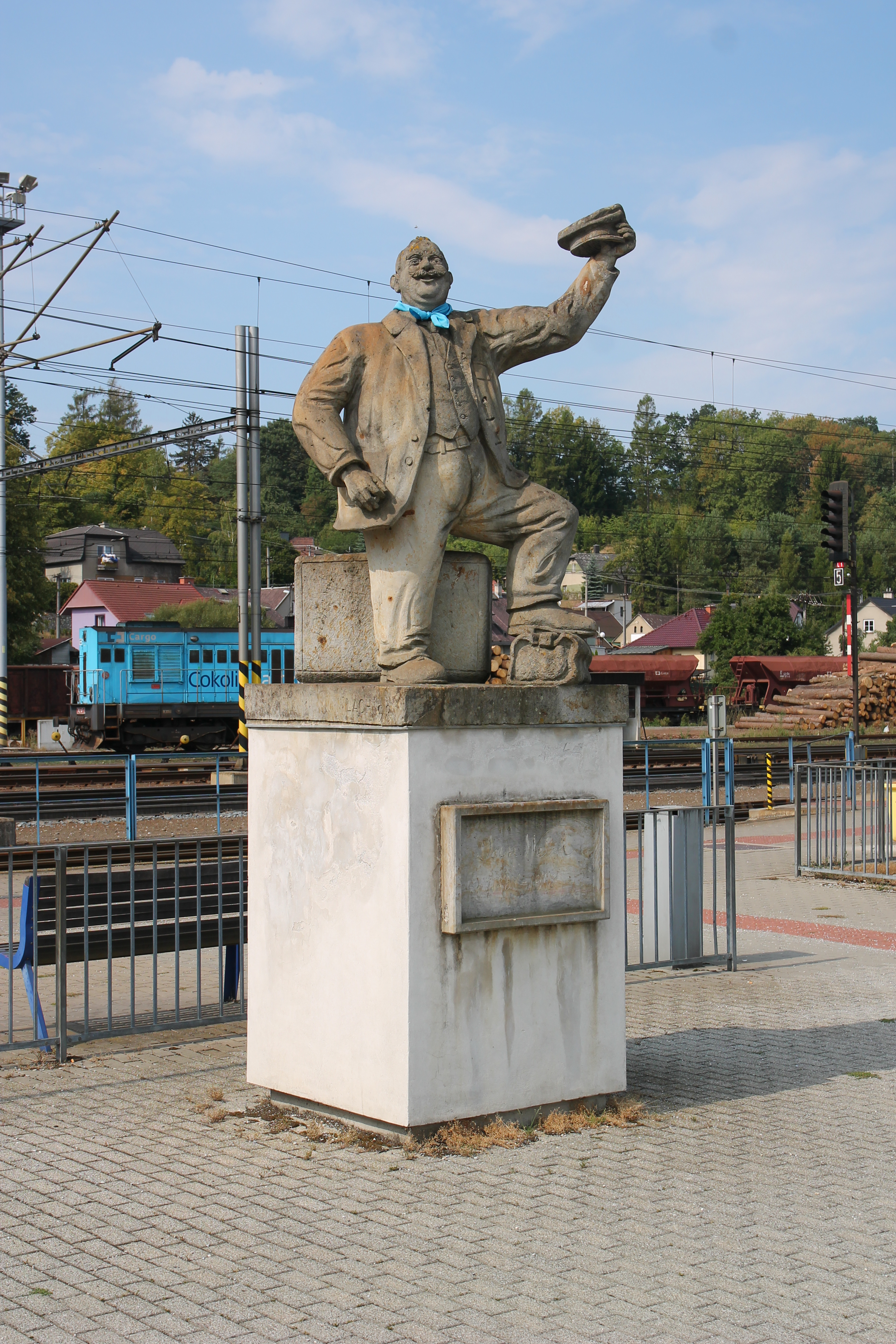
Jan Eskymo Welzl, socha v Zábřehu

Jan Velcl nebo Welzl (15. srpna 1868 Zábřeh – 19. září 1948 Dawson City), dle svých slov „Čech moravské národnosti“, byl cestovatel po Dálném severu, dobrodruh, lovec, obchodník, námořník, zlatokop a vypravěč (uváděný i jako spisovatel). Je znám pod pseudonymem Eskymo Welzl nebo také Arctic Bismarck. Strávil téměř 30 let na Nové Sibiři, kde měl nějaký čas působit i jako samozvaný nejvyšší soudce. Koncem 20. let pobyl krátce v Československu, od roku 1929 žil v Kanadě, kde i zemřel.

## Život
Jan byl prvorozeným synem kloboučnického tovaryše a hokynářky-mlékařky. Otec zemřel v Janově útlém dětství. Budoucí polárník pomáhal matce v zábřežském otevřeném mázhausu domu Pod Podloubím. Proto se jí přezdívalo Máslová Klára a jemu Tvarohový Hanes.
Po obecné škole se vyučil zámečníkem ve Zvoli. Roku 1884 se stal tovaryšem, v následujících dvou letech pěšky procestoval značnou část tehdejší Rakousko-uherské monarchie. V roce 1888 na tři roky narukoval. Po návratu z vojny a po úmrtí matky se vydal do Hamburku, kde získal místo topiče na zámořské lodi. Od roku 1892 pracoval jako dělník v přístavu Port Arthur na hranicích Ruska a Číny, následujícího roku odešel do Irkutska, kde pomáhal při stavbě transsibiřské magistrály, po několika měsících ale stavbu opustil a putoval pěšky přes Jakutsk, Verchojansk a Nižněkolymsk na Novosibiřské ostrovy, kde údajně prožil následujících 28 let.
Na Novosibiřských ostrovech a později na Aljašce Welzl působil jako lovec kožešin, obchodník a nakonec i neoficiální smírčí soudce, který údajně soudil podle indiánského zvykového práva. Jeho soudcovské aktivity při potírání kriminality (zvláště krádeží a loupeží mezi lovci kožešin a prodeje pančovaného alkoholu) však byly spíše vigilantismem a zahrnovaly dokonce lynčování provinilců. Oblast jeho obchodních aktivit prý sahala od Země Františka Josefa až po severní Kanadu, kde zásoboval lovce, zlatokopy a polární badatele potravinami, léky, střelivem a dalším potřebným zbožím. Rozvážel se psím spřežením také poštu. K domorodým Inuitům na Aljašce a v Kanadě zastával přátelský vztah, jednal s nimi bez předsudků, jako se sobě rovnými. Byl mezi nimi znám jako Pojídač medvědů. Welzl tvrdil, že ho dokonce zvolili náčelníkem. Tento i další údaje o kontaktech s domorodými obyvateli dalekého severu je však obtížné prokázat, ve svých knihách totiž uvádí i chybné údaje (např. o přítomnosti Eskymáků na Novosibiřských ostrovech). Není také vůbec jisté, jestli Welzl uměl inuitsky, protože ukázky „eskymáčtiny“ v jeho knihách jsou, jak dokázali svou studií brněnští jazykovědci Václav Blažek a Michal Schwarz, z lingvistického hlediska pochybné až nesmyslné.
V roce 1924 Welzl ztroskotal u západního pobřeží USA s lodí Seven Sisters, byl zadržen americkými úřady a vyhoštěn do Evropy. Nejprve živořil v Hamburku, kde si v přístavu přivydělával malováním výjevů ze svých cest. Poslal odsud do Čech několik dopisů, na jejichž základě vznikla Welzlova korespondence s Rudolfem Těsnohlídkem. Ten posléze obsah Welzlových dopisů zpracoval do knihy Eskymo Welzl, s Welzlem se však nikdy nesetkal. Teprve při druhé návštěvě Evropy se Welzl dostal do Československa, v Praze se 29. listopadu 1928 setkal s prezidentem Masarykem a poté se vrátil do rodného Zábřehu. Odtud kontaktoval redakci Lidových novin, kde předtím pracoval Těsnohlídek, ten však byl v této době již po smrti a Welzla se ujali redaktoři Edvard Valenta a Bedřich Golombek, kteří ho pozvali do Brna. Tam Welzl vyprávěl především Valentovi své zážitky z Arktidy, na jejichž základě vznikly knihy Třicet let na zlatém severu, Trampoty eskymáckého náčelníka v Evropě a některé další.
V červnu 1929 odjel přes Hamburk do Kanady, kde se usadil ve městě Dawson City. Toužil po návratu na Novosibiřské ostrovy, který mu však sovětská vláda nepovolila. Zemřel v roce 1948 na následky infarktu v původní nemocnici St. Mary´s v Dawson City. Zde se o něj staraly katolické řeholnice z kanadské kongregace Sester svaté Anny. Tato nemocnice vyhořela roku 1950.
Ve filmu „S Tatrou kolem světa I.“ je však v čase 26:31 zachycen jeho hrob s deskou určující jeho smrt až roku 1951. Přesné datum dobrodruhova úmrtí nakonec objevil v archivovaných dawsonských novinách Čechoameričan, vysokoškolský profesor Rudolf Krejčí.

## Umělecký význam, ocenění, kritika
Jeho dobrodružství, rekonstruovaná na základě korespondence, vydal jako první pod titulem Eskymo Welzl Rudolf Těsnohlídek. Welzl a Těsnohlídek se však nikdy naživo nesetkali. O další pokračování se po smrti Těsnohlídka pokusil Pavel Eisner, ale práci nedokončil; později dílo dotáhli do konce Bedřich Golombek a Edvard Valenta, kteří s Welzlem osobně spolupracovali. Kniha Třicet let na zlatém severu měla nesmírný úspěch i v zahraničí, kde dokonce vzniklo podezření, že žádný Eskymo Welzl neexistuje a autorem je ve skutečnosti Karel Čapek, který napsal k zahraničnímu vydání předmluvu. Jedná se o mimořádně živě a poutavě napsané vzpomínky na cesty po Sibiři a autorovo působení na Aljašce. Obsahuje však závažné nepřesnosti, zejména z hlediska etnologie a zoologie. Nejzávažnějším omylem je zřejmě Welzlovo tvrzení, že na Novosibiřských ostrovech žili Eskymáci. Ve skutečnosti na tomto souostroví původní obyvatelé nežili a veškeré osídlení tvořilo několik ruských lovců, rybářů, z nichž někteří měli jakutské pomocníky. Welzl však podrobně popsal kulturu a zvyky novosibiřských Eskymáků a uvádí i ukázky jejich údajného jazyka. Ty jsou ovšem jednoznačně smyšlené a svědčí o tom, že autor žádný z eskymáckých dialektů neovládal. Autor rovněž popisuje nesmyslné metody lovu velryb nebo fantastická zvířata, včetně „Ďáblovy ryby“, masožravé nestvůry, schopné vylézt na břeh, již měl Welzl usmrtit pomocí dynamitu. Welzl o sobě rovněž tvrdil, že se mu povedlo sestrojit perpetuum mobile.
Velkým kritikem Welzlova díla byl slavný kanadský polární badatel islandského původu Vilhjalmur Stefansson, který Welzla obviňoval ze lhaní a falšování údajů. Welzl se většiny nepřesností zřejmě nedopustil úmyslně, nicméně nerozlišoval mezi vlastními zážitky a zprávami z druhé ruky. Další chyby a omyly vznikly během úprav a přepisů jeho vyprávění a dopisů. Nelze zapomínat, že skutečnými autory Třiceti let na zlatém severu a dalších „Welzlových“ knih jsou novináři Golombek a Valenta, případně Těsnohlídek, kteří jim vtiskli svou autorskou invenci a četná fakta značně upravili.
Vedle Těsnohlídka, Golombka a Valenty jsou s Welzlovým jménem spojeni také bratři Čapkové, kteří první vydání Třiceti let na zlatém severu opatřili předmluvou. Američany v 30. letech 20. století Welzl uchvátil natolik, že kniha Třicet let na zlatém severu dostala v roce 1932 peněžní ocenění 10 000 dolarů, z čehož Welzl však nedostal nic.[zdroj?]
V roce 1998 byla odhalena jeho socha od Stanislava Lacha, která nejdříve zaujímala své místo u III. základní školy v Zábřehu, a poté byla přemístěna na vlakové nádraží Zábřeh na Moravě. V místním muzeu, jež se nachází v domě Pod Podloubím na Masarykově náměstí v Zábřeze, je Welzlovi věnována místnost s jeho artefakty a nachází se zde expozice o jeho životě, prvních cestách po Evropě, putování Sibiří a životě na Novosibiřských ostrovech i na zlatonosné Aljašce. Každý rok se na počest zábřežského rodáka koná festival zvaný Welzlování, jehož zlatým hřebem je netradiční závod lidských čtyřspřeží, jehož se mohou účastnit soutěžící všech věkových skupin. Součástí festivalu je rovněž tzv. Wezlův kufr – běh s kufrem v ruce a doutníkem v ústech, který se pořádá na kopci Humenec v Zábřeze. Nechybí ani cestovatelské přednášky či oblíbená akce Welzlovi následovníci a fotografické výstavy a připomínkou jeho putování je také dubnový pochod Po stopách Eskymo Welzla a letní závod horských kol Welzlův kvadriatlon a Welzlovo kolo. Je po něm pojmenována ulice v západní části města a také pivovar obnovený roku 2016.Z nádraží do centra a okruhem zpět vede Welzlova naučná stezka. Welzlova ulice se nachází také v Praze-Stodůlkách.

## Ohlasy v kultuře
- V hořké komedií Hvězda (1969) polárníkovo příjmení zkomolí Jiřina Štěpničková (Slávka), když Eduardu Dubskému (muž-světák) říká: „Já mám totiž strašně ráda Eskymáky a potom ty tuleně, víte? Já jsem totiž měla strýce, to byl velmi známý člověk, jmenoval se Eskymo Vencl. Vy jste ho neznal?“[15]
- Divadlo Husa na provázku uvedlo 28. října 1976 podle života J. E. Welzla premiéru inscenace Velký vandr, režie Peter Scherhaufer
- Televizní film Požírač medvědů (1996) – laskavá komedie ze života polárníka, spisovatele a pábitele J. E. Welzla. Hrají: J. Satinský, V. Javorský, B. Polívka, D. Kaplanová, M. Lasica a další. Kamera V. Myslivec. Scénář a režie P. Jandourek.
- Na jeho počest byla po něm pojmenována planetka 15425 objevená 24. září 1998 astronomem Petrem Pravcem.[16]
- Svoboda pod bodem mrazu aneb Perpetuum mobile Eskymo Welzl – koprodukční dokument[2] České televize a ms video Martin Strouhal o Janu Welzlovi z roku 2006.
- Divadlo Šumperk uvedlo 18. září 2010 premiéru hry Eskymo je Welzl.
- Dejvické divadlo uvedlo 28. března 2011 premiéru hry Wanted Welzl.[17]
- Plzeňská filharmonie uvádí interaktivní hudebně-zábavní pořad pro děti s názvem Jsem Mojook Ojaak, Pojídač medvědů popisující životní příběh Jana Welzla. Scénář připravil Martin Pášma a hudbu zkomponoval Tomáš Ille.

Welzlovo dílo a osobnost byly také jednou z inspirací pro vytvoření fiktivní postavy všeumělce Járy Cimrmana. V Zábřehu na hradbách mají od roku 2018 i společnou pamětní desku, na místě, kde se roku 1893 s jistotou možná setkali.